# Constance Binney
Pour les articles homonymes, voir Binney.
Constance Binney est une actrice américaine née le 28 juin 1896 à New York (État de New York) et morte le 15 novembre 1989 à New York (État de New York), dans le Queens.

## Biographie
Constance Binney fait ses études dans le Connecticut et à Paris. Elle fait ses débuts au théâtre à Broadway en 1917 et dès l'année suivante au cinéma aux côtés de sa sœur Faire Binney dans Sporting Life, un film de Maurice Tourneur. En 1919, elle a la vedette auprès de John Barrymore dans The Test of Honor (en) de John S. Robertson.
Constance Binney fait ses adieux à Broadway en 1924. Elle jouera plus tard à Londres et en 1941, épouse Leonard Cheshire, un héros de la guerre. Ils divorcent en 1951.

## Théâtre
- 1917 : Saturday to Monday de William J. Hurlbut
- 1918 : Oh, Lady! Lady!, comédie musicale, livret et lyrics de Guy Bolton et P. G. Wodehouse, musique de Jerome Kern : Parker
- 1919 : 39 East de Rachel Crothers
- 1924 : Sweet Little Devil, comédie musicale, musique de George Gershwin, livret de Frank Mandel et Laurence Schwab, lyrics de Buddy DeSylva : Virginia Araminta Culpepper

## Filmographie

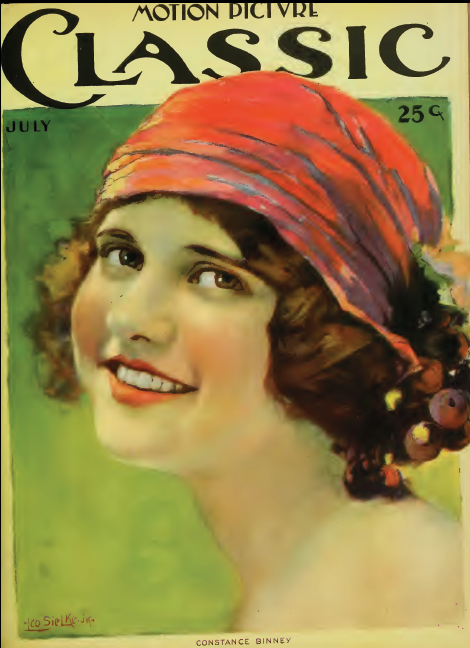
Constance Binney en couverture de Motion Picture Classic en 1920.

- 1918 : Sporting Life de Maurice Tourneur
- 1919 : Erstwhile Susan de John S. Robertson : Barnabetta Dreary
- 1919 : Tom's Little Star de George Terwilliger
- 1919 : The Test of Honor de John S. Robertson : Juliett Hollis
- 1920 : Something Different de Roy William Neill : Alice Lea
- 1920 : Pensions de famille de John S. Robertson : Penelope Penn
- 1920 : The Stolen Kiss de Kenneth S. Webb : Felicia Day / Octavia, sa mère
- 1921 : First Love de Maurice Campbell : Kathleen O'Donnell
- 1921 : The Case of Becky de Chester M. Franklin : Dorothy Stone
- 1921 : Room and Board de Alan Crosland : Lady Noreen
- 1921 : Such a Little Queen de George Fawcett : Anne Victoria de Gzbfernigambia
- 1921 : La Timbale d'argent de John S. Robertson : Mary Malloy
- 1922 : A Bill of Divorcement de Denison Clift de Denison Clift : Sidney Fairfield
- 1922 : La Somnambule de Edward LeSaint : Doris Dumond
- 1922 : Midnight de Maurice Campbell : Edna Morris
- 1923 : Three O'Clock in the Morning de Kenneth S. Webb : Elizabeth Winthrop